# Antoni Arabí
Antoni Arabí Serra (San Rafael de la Cruz, Baleares, 13 de noviembre de 1953) es un exfutbolista español que se desempeñaba como defensa.
Arabí empezó su trayectoria durante ocho años los clubes SD Portmany y S. D. Ibiza. Llegó al R. C. D. Español en junio de 1978 procedente de la SD Ibiza junto con Jesús Luis Azpilicueta , después de alcanzar con el equipo balear el ascenso a Segunda División B. Rápidamente se hizo con la confianza de los entrenadores blanquiazules. Inicialmente su posición en el campo era de centrocampista, hasta que la temporada 1980-81, de la mano de José María Maguregi , empezó a jugar como lateral izquierdo. A partir de la temporada 1982-83, tras la marcha de Rafael Marañón se convirtió en el capitán del equipo durante tres 3 temporadas (1983-84 a 1985-86). En total jugó ocho temporadas en el club, disputando un total de 173 partidos de liga con 7 goles marcados. En mayo de 1986, en un partido ante el Celta de Vigo (2-0) de Copa del Rey, sufrió un rotura del ligamento lateral interno de la rodilla . Arabí concluía contrato en 30 de junio y con 32 años no fue renovado, terminando su brillante etapa en el club. El 22 de agosto de 1986, antes del Trofeo Ciudad de Barcelona fue homenajeado por los seguidores y el club. Volvió a su isla natal para fichar nuevamente por la SD Ibiza, terminando su trayectoria al Portmany.
Una vez retirado continuó ligado al fútbol ibicenco, como director deportivo y entrenador. Entrenó clubes como el SD Portmany , el CF San Rafael y la Sociedad Cultural y Recreativa Peña Deportiva|Peña Deportiva Santa Eularia]] . También se dedicó a la política, dentro del Partido Popular de Baleares.

## Clubes
| Club             | País   | Año       |
| ---------------- | ------ | --------- |
| S. D. Ibiza      | España | 1974-1978 |
| R. C. D. Español | España | 1978-1986 |
| S. D. Ibiza      | España | 1986-1987 |
| S. D. Portmany   | España | 1987-1988 |